# Intel 8080

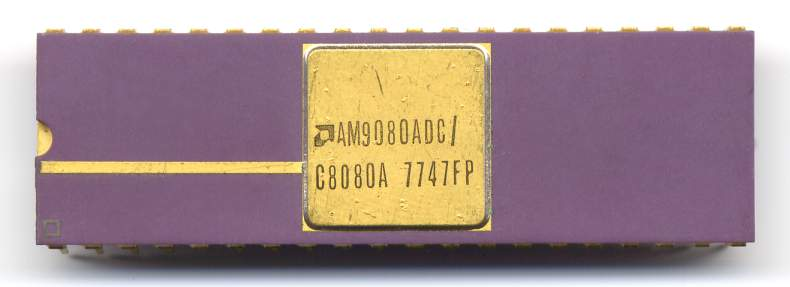
AMD-kloon

De Intel 8080 was een microprocessor ontworpen en gefabriceerd door Intel. De 8-bits CPU werd in april 1974 uitgebracht met een klokfrequentie van 2 MHz.
De Intel 8080 is de opvolger van de 8008. Door de brede 40-pinsbehuizing van de 8080 kan de processor een 16 bits brede adresbus en een 8 bits brede databus gebruiken, waardoor de adresruimte 64 kilobytes bedraagt. Er zijn zeven 8-bit registers, een 16-bits stack pointer en een 16-bits programmateller.
De eerste microcomputer op één enkele kaart werd gebouwd op basis van de 8080.
De 8080 werd gebruikt in veel computers uit de begintijd, zoals de MITS Altair 8800 en de IMSAI 8080, waarmee de basis gelegd werd voor machines met het CP/M-besturingssysteem. De grootste concurrent in die tijd was de 6502 van MOS Technology.
De ontwerpers van de processors begonnen na een verschil van mening met Intel hun eigen fabriek en brachten de kloon Z80 op de markt. Deze processor is veel uitgebreider maar verder volledig compatibel met de 8080.
De 8080 werd gevolgd door de compatibele 8085 met een iets meer uitgebreide instructieset. Later kwam de niet-compatibele 16-bits 8086 en de 8/16-bit 8088, die door IBM gebruikt werd voor de eerste pc gelanceerd in 1981.